# ラスール・バトラー
ラスール・バトラー  (Rasual Butler(発音: [Rah-SUE-uhl]) 1979年5月23日 - 2018年1月31日 )は、アメリカ合衆国ペンシルバニア州フィラデルフィア出身のプロバスケットボール選手。NBAのニューオーリンズ・ホーネッツなどに所属していた。201cm、98kgのスウィングマン。ラシュアル、ラジュアルの表記も見られる。

## 経歴

### プロ入りまで
フィラデルフィアで生まれたバトラーは、ポイントブリーズ地区で育った。
ラ・サール大学では2000得点をあげた6人目の選手となった。バトラーがあげた2,125得点は大学歴代4位の記録となっている。2001年、2002年にはアトランティック・テン・カンファレンスのファーストチームに選ばれた。2008年にラ・サール大学のアスリート殿堂入りを果たした。

### NBA

#### マイアミ・ヒート
2002年のNBAドラフトでマイアミ・ヒートから2巡目 53位で指名されて入団した。ヒートでは3シーズン過ごした。

#### ニューオーリンズ・ホーネッツ
エディー・ジョーンズ、アントワン・ウォーカー、ジェイソン・ウィリアムズ、ジェームズ・ポージーら13人が関係した大型トレード（2000年にパトリック・ユーイングがからむ4チーム12人のトレードがあった。）でニューオーリンズ・ホーネッツに移籍した。
2007-08シーズンは大部分ベンチからのスタートで平均17分出場し、4.9得点、2リバウンドをあげた。
2008-09シーズンは先発74試合を含む全82試合に平均31.9分出場し、平均11.2得点、3.3リバウンドをあげた。プレーオフ5試合でも平均10.6得点、3リバウンドをあげた。

#### ロサンゼルス・クリッパーズ
2009年8月、2016年のドラフト2巡目指名権とのトレードでロサンゼルス・クリッパーズに移籍した。
2010-2011シーズンは、クリッパーズで41試合に平均19.7分出場し、平均5.0得点、1.9リバウンド、0.7アシストをあげた後に解雇され、3月3日にシカゴ・ブルズと契約を結んだ。ブルズではレギュラーシーズン6試合とプレーオフ3試合に出場した。NBAがロックアウト中の2011年8月、リーガACBのCBグラン・カナリアと契約を結んだが試合出場はなかった。

#### トロント・ラプターズ
2011年12月10日、トロント・ラプターズと契約を結んだ。ラプターズでは先発14試合を含む34試合し、3.2得点、1.9リバウンドをあげた。2012年3月23日、ラプターズから解雇された。

#### Dリーグ
2013年1月18日、NBAデベロップメント・リーグのタルサ・シックスティシクサーズに加入した。
34歳となったこの年のNBAサマーリーグでは若い選手に混じってプレーした。この年のDリーグで最もインパクトを与えた選手に選ばれた。

#### インディアナ・ペイサーズ
2013年9月27日、インディアナ・ペイサーズと契約を結んだ。

#### ワシントン・ウィザーズ
2014年9月29日、ワシントン・ウィザーズと契約を結んだ。プレシーズンの活躍及びブラッドリー・ビールが手首を骨折したこともあり、ランディ・ウィットマンヘッドコーチより信頼され起用された。
2015年1月に、2年前のNBAデベロップメント・リーグでの経験が現役を続けることができる理由となっていると語った。

#### サンアントニオ・スパーズ
2015年9月28日、サンアントニオ・スパーズとトレーニングキャンプ契約を結び、開幕ロースター入りを目指した。開幕ロースターの残り一枠をレジー・ウィリアムズと競い、プレシーズンゲーム全日程終了直後にウィリアムズとウォシュバーンが解雇され、開幕ロースターに残った。しかし、平均出場時間は約10分に止まるなど、目立った活躍は出来ず、2016年3月9日に、ケビン・マーティンとの契約に向けてロースター枠を空けるために解雇された。

### 突然の死
2018年1月31日未明、ロサンゼルスで自動車運転中に自損事故をおこし、妻とともに死亡した。

## NBA個人成績

### レギュラーシーズン
| シーズン | チーム                                        | GP  | GS  | MPG  | FG%  | 3P%  | FT%  | RPG | APG | SPG | BPG | PPG  |
| -------- | --------------------------------------------- | --- | --- | ---- | ---- | ---- | ---- | --- | --- | --- | --- | ---- |
| 2002–03  | マイアミ・ヒート                              | 72  | 28  | 21.0 | .362 | .292 | .731 | 2.6 | 1.3 | .3  | .6  | 7.5  |
| 2003–04  | マイアミ・ヒート                              | 45  | 0   | 15.0 | .476 | .463 | .762 | 1.4 | .5  | .2  | .3  | 6.8  |
| 2004–05  | マイアミ・ヒート                              | 65  | 15  | 18.5 | .399 | .373 | .771 | 2.3 | 1.0 | .3  | .4  | 6.5  |
| 2005–06  | ニューオーリンズ/オクラホマシティ・ホーネッツ | 79  | 20  | 23.7 | .406 | .380 | .693 | 2.9 | .5  | .4  | .6  | 8.7  |
| 2006–07  | ニューオーリンズ/オクラホマシティ・ホーネッツ | 81  | 38  | 27.4 | .398 | .369 | .644 | 3.2 | .8  | .5  | .7  | 10.1 |
| 2007–08  | ニューオーリンズ・ホーネッツ                  | 51  | 8   | 17.2 | .350 | .331 | .839 | 2.0 | .7  | .3  | .4  | 4.9  |
| 2008–09  | ニューオーリンズ・ホーネッツ                  | 82  | 74  | 31.9 | .433 | .390 | .782 | 3.3 | .9  | .6  | .7  | 11.2 |
| 2009–10  | ロサンゼルス・クリッパーズ                    | 82  | 64  | 33.0 | .409 | .336 | .841 | 2.9 | 1.4 | .4  | .8  | 11.9 |
| 2010–11  | ロサンゼルス・クリッパーズ                    | 41  | 2   | 18.1 | .323 | .326 | .667 | 1.9 | .7  | .2  | .4  | 5.0  |
| 2010–11  | シカゴ・ブルズ                                | 6   | 0   | 4.3  | .545 | .571 | .000 | 2.0 | .0  | .0  | .0  | 2.7  |
| 2011–12  | トロント・ラプターズ                          | 34  | 14  | 13.3 | .308 | .273 | .583 | 1.9 | .6  | .2  | .1  | 3.2  |
| 2013–14  | インディアナ・ペイサーズ                      | 50  | 2   | 7.6  | .464 | .419 | .571 | .8  | .3  | .1  | .2  | 2.7  |
| 2014–15  | ワシントン・ウィザーズ                        | 70  | 1   | 20.1 | .422 | .387 | .791 | 2.6 | .8  | .4  | .3  | 7.7  |
| 2015–16  | サンアントニオ・スパーズ                      | 46  | 0   | 9.4  | .471 | .306 | .688 | 1.2 | .5  | .3  | .5  | 2.7  |
| Career   |                                               | 809 | 266 | 21.3 | .403 | .362 | .747 | 2.4 | .8  | .4  | .5  | 7.5  |

### プレーオフ
| シーズン | チーム                       | GP | GS | MPG  | FG%   | 3P%   | FT%   | RPG | APG | SPG | BPG | PPG  |
| -------- | ---------------------------- | -- | -- | ---- | ----- | ----- | ----- | --- | --- | --- | --- | ---- |
| 2004     | マイアミ・ヒート             | 10 | 0  | 5.8  | .409  | .333  | .000  | 1.1 | .2  | .1  | .0  | 2.1  |
| 2005     | マイアミ・ヒート             | 12 | 1  | 15.2 | .373  | .367  | .333  | 1.5 | .6  | .1  | .1  | 4.7  |
| 2009     | ニューオーリンズ・ホーネッツ | 5  | 5  | 31.6 | .459  | .526  | 1.000 | 3.0 | .2  | .2  | .8  | 10.6 |
| 2011     | シカゴ・ブルズ               | 3  | 0  | 2.3  | 1.000 | 1.000 | .000  | .3  | .0  | .0  | .0  | 1.0  |
| 2014     | インディアナ・ペイサーズ     | 10 | 0  | 6.3  | .357  | .417  | 1.000 | .5  | .1  | .1  | .1  | 1.7  |
| 2015     | ワシントン・ウィザーズ       | 2  | 0  | 3.5  | .000  | .000  | .000  | .5  | .5  | .0  | .0  | .0   |
| Career   |                              | 42 | 6  | 11.2 | .407  | .417  | .857  | 1.2 | .3  | .1  | .1  | 3.5  |

## プレースタイル
アウトサイドからのシュート力が大きな武器であり、2003-04シーズンは3ポイントシュートを46%成功させ、2006-07シーズンは134本の3ポイントシュートを成功させた。典型的な3&D(3ポイント＆ディフェンス)型のロール・プレーヤーである。

## 人物
J・R・スミスとともに、トリーナのミュージックビデオ、『Here We Go』に出演している。